# Exvot de Carles V
L'Exvot de Carles V és un penjoll d'orfebreria en forma de mà realitzat amb or, plata, vori i esmalt. Segons la tradició oral, va ser una ofrena de l'emperador Carles V a la Mare de Déu de Castelló d'Empúries l'any 1533. Actualment s'exposa a la sala 8 del Museu d'Art de Girona.

## Descripció
La tradició de la utilització de penjolls com a amulet es remunta a l'antiguitat. Els corrents del Renaixement solien fusionar la tradició cristiana amb els mites antics i pagans. D'aquesta manera no és gens estrany que, segons la llegenda, Carles V se servís d'aquesta peça com a element protector. L'Exvot de Carles V és considerat una peça rellevant de l'orfebreria del seu temps, tant pels materials utilitzats com pel preciosisme en la tècnica.

## Peces relacionades
El Museu Britànic conserva una peça molt semblant amb decoracions vegetals al puny de la màniga. Als llibres de passanties del gremi de joiers de Barcelona s'hi troba un dibuix signat per Pere Estivill, amb el qual l'autor l'any 1586 va examinar-se per assolir el grau de mestre joier.